# Rhyacophila yonggyapa
Rhyacophila yonggyapa är en nattsländeart som beskrevs av Schmid 1970. Rhyacophila yonggyapa ingår i släktet Rhyacophila och familjen rovnattsländor. Inga underarter finns listade i Catalogue of Life.